# 에카리촌
에카리촌(江刈村)은 1955년까지이와테현 이와테군의 북동부에 위치했던 촌이다. 현재의 구즈마키정 에리카에 해당한다.

## 연혁
- 1889년 4월 1일 - 정촌제 시행과 함께 기타쿠노헤군 에카리촌이 성립하였다.
- 1896년 3월 29일 - 기타쿠노헤군과 미나미쿠노헤군이 합병해 구노헤군이 되었다.
- 1948년 7월 1일 - 구즈마키정이 이와테군으로 이관되어 이와테군 에카리촌이 되었다.
- 1955년 7월 1일- 구즈마키정, 다베촌과 합병해 새로운 구즈마키정이 형성하였다.

## 참고서적
- 『이와테현 정촌 합병지』(이와테현 총무부 지방과, 1957년)